# Yasushi Fukunaga
Yasushi Fukunaga (jap. 福永 泰, Fukunaga Yasushi; * 6. März 1973 in der Präfektur Tokio) ist ein ehemaliger japanischer Fußballspieler.

## Karriere
Fukunaga erlernte das Fußballspielen in der Schulmannschaft der Toin Gakuen High School und der Universitätsmannschaft der Aoyama-Gakuin-Universität. Seinen ersten Vertrag unterschrieb er 1995 bei den Urawa Red Diamonds. Der Verein spielte in der höchsten Liga des Landes, der J1 League. Am Ende der Saison 1999 stieg der Verein in die J2 League ab. 2000 wurde er mit dem Verein Vizemeister der J2 League und stieg in die J1 League auf. Für den Verein absolvierte er 130 Spiele. 2002 wechselte er zum Ligakonkurrenten Vegalta Sendai. Für den Verein absolvierte er 13 Erstligaspiele. Ende 2003 beendete er seine Karriere als Fußballspieler.